# General-Ober-Finanz-Kriegs- und Domainen-Direktorium

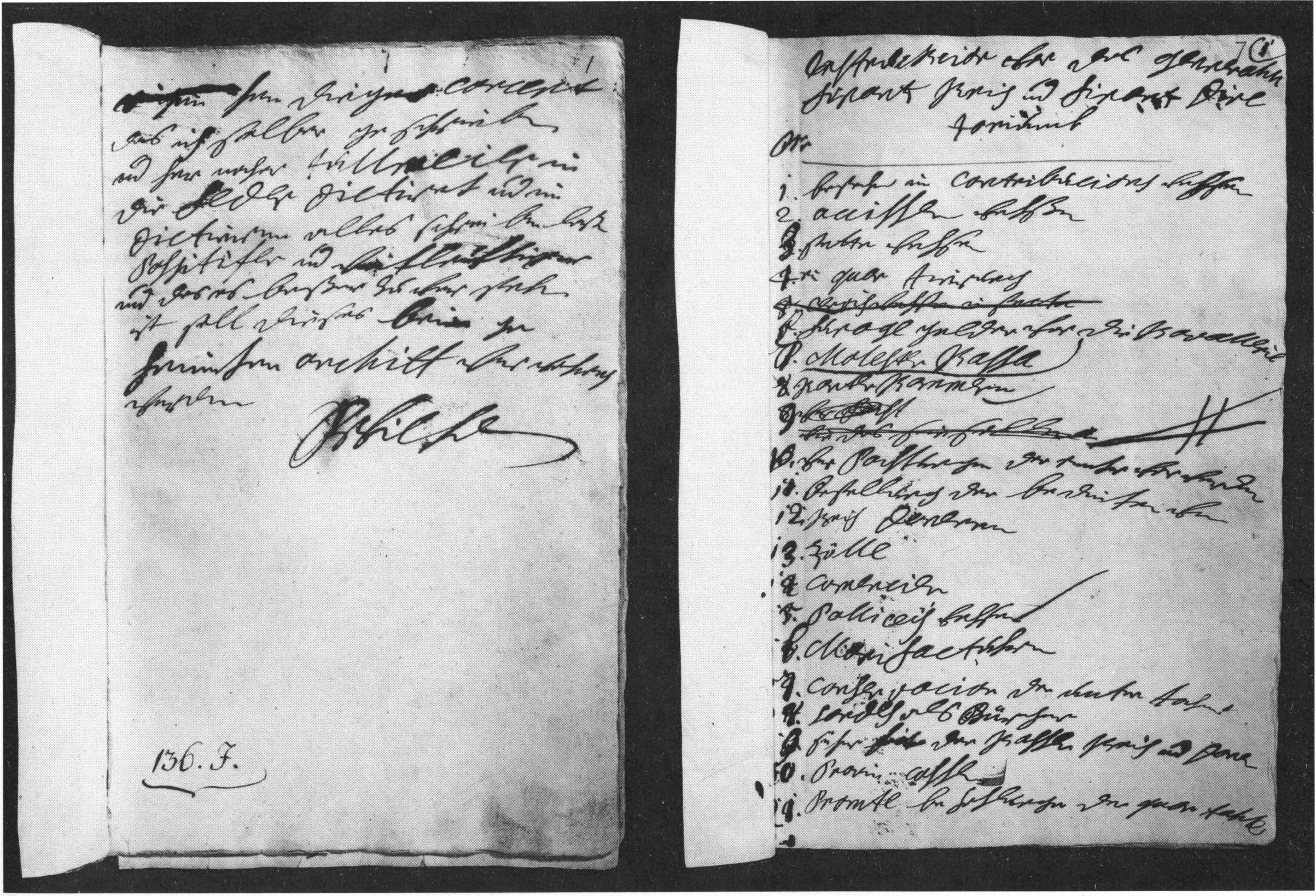
Eigenhändige Instruktion Friedrich Wilhelms I. von 1722 für das Generaldirektorium. Staatsarchiv Merseburg

Das Generaldirektorium, eigentlich mit vollem Namen General-Ober-Finanz-Kriegs- und Domainen-Directorium war eine zwischen 1723 und 1808 bestehende preußische zentrale Behörde für die Innen- und Finanzverwaltung. Es wurde von Friedrich Wilhelm I. (1688–1740, König ab 1713) als „Registratur“ gegründet. Daraus entwickelte sich das Geheime Ministerialarchiv, das 1874 mit dem Geheimen Staatsarchiv vereinigt wurde.

## Geschichte
Das Generaldirektorium wurde von König Friedrich Wilhelm I. am 20. Dezember 1722 eingerichtet durch Anordnung der Verbindung des 1713 gegründeten Generalfinanzdirektoriums und des seit 1660 bestehenden General-Kriegs-Kommissariats zum General-Ober-Finanz-Kriegs- und Domainen-Direktorium. Diese neue Zentralbehörde war in zunächst vier „Departements“ eingeteilt, die jeweils für mehrere Territorien des Gesamtstaates zuständig waren. Ab 1740 wurden unter König Friedrich II. eine Reihe neuer Departements angeordnet, die nun nach Sachgebieten gegliedert wurden, nämlich für Handel und Manufakturen (1740), für Militärökonomie (1746), für Akzise und Zoll (1766), für Bergwerke und Hütten (1768) und für Forsten (1770). Da die Provinzialdepartements bestehen blieben, entstand ein komplexes Nebeneinander von Zuständigkeiten.
An der Spitze jedes Departements stand ein „dirigierender Minister“. Verwirrend war auch, dass Friedrich der Große das 1741/63 eroberte „Souveräne Herzogtum“ Schlesien nicht der Zuständigkeit des Generaldirektoriums unterstellte, sondern einem ihm unmittelbar berichtenden Provinzialminister. Unter den Nachfolgern Friedrichs wurden die Mängel dieser Organisation zwar erkannt, aber nur teilweise korrigiert.
Erst im Zuge der Stein-Hardenbergschen Reformen wurde das Generaldirektorium 1808 aufgehoben und seine Aufgaben dem modernen Staatsministerium übertragen, in dem die Ressortverteilung allein nach Sachgebieten gegliedert war.
Dem Generaldirektorium war die Finanz-, Wirtschafts- und Innenpolitik (mit Ausnahme des Justiz- und Kirchenwesens) übertragen; ihm unterstanden auch die in den Provinzen gebildeten Kriegs- und Domänenkammern und die meisten Spezialverwaltungen.
Zu den einzelnen Kompetenzen dieses Generaldirektoriums zählen:
(ab 1722/1723)
- Finanzwesen
- Wirtschaftswesen
- Innenpolitik

(ab 1740)
- Handel und Manufakturen

(ab 1766)
- Zollwesen
- Akzisenwesen

(ab 1768)
- Bergwerkswesen
- Hüttenwesen

(ab 1770)
- Forstverwaltungswesen

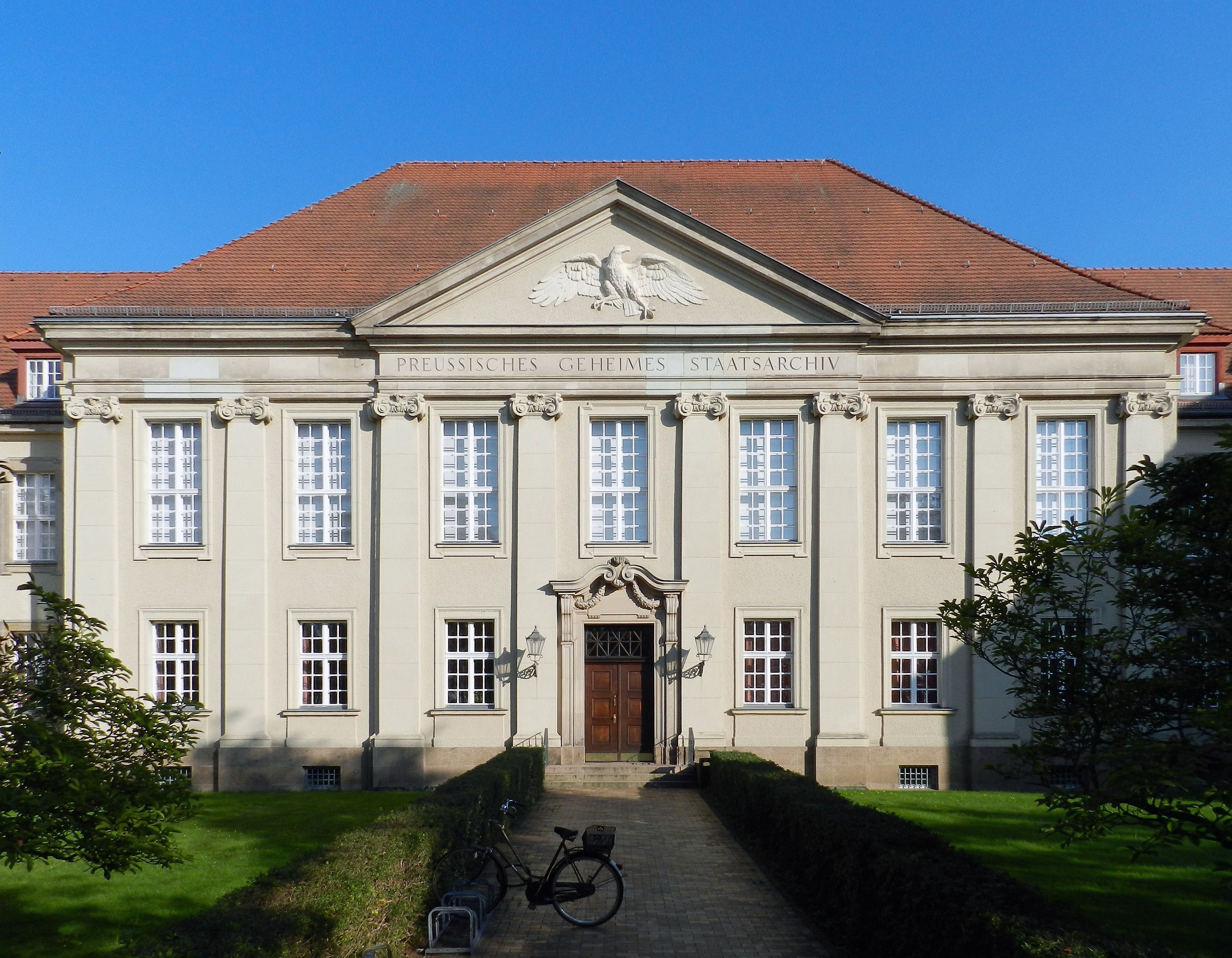
Der Aktenbestand des Generaldirektoriums lagert in Berlin

Die Akten des Generaldirektoriums befinden sich heute im Geheimen Staatsarchiv Preußischer Kulturbesitz (GStA PK) in Berlin-Dahlem und bilden dort vor allem den Aktenbestand der II. Hauptabteilung:
II.HA Generaldirektorium (1723–1808)
- Abt. 1: Geheime Hofkammer und Generalkriegskommissariat
- Abt. 2: Invaliden- und Invalidenkassen-Sachen
- Abt. 3: Generaldepartement
- Abt. 4: Generalkassen-Sachen
- Abt. 5: Generalfinanzkontrolle
- Abt. 6  I: Preußische Direktorialregistratur
- Abt. 6 II: Preußische Ministerialregistratur
- Abt. 7: Ostpreußen und Litauen (siehe Kleinlitauen)
  - 1. Bestallungssachen, 1723–1806
  - 2. Materien. Titel 1–157
  - 3. Ämter-Sachen und Ämterverpachtungs-Sachen
  - 4. Städte-Sachen, 1698–1806
- Abt. 8: Herrschaften Serrey und Tauroggen
- Abt. 9: Westpreußen und Netze-District
  - 1. Bestallungs-, Kassen-, Etat-Sachen, 1772–1806
  - 2. Materien. Titel 1–133
  - 3. Ämter-Sachen und Ämterverpachtungs-Sachen
  - 4. Städte-Sachen, 1772–1806
- Abt. 10: Südpreußen
- Abt. 11: Neuostpreußen
- Abt. 12: Pommern
  - 1. Bestallungssachen, 1689–1806,
  - 2. Ämter-Sachen und Ämterverpachtungen, 1617–1809
  - 3. Städtesachen, 1693–1811
  - 4. Materien, 1522–1812
- Abt. 13: Neumark (Brandenburg)
- Abt. 13a: Brenkenhoffsche Meliorations-Sachen etc. (Pommern, Neumark)
- Abt. 13b: Brenkenhoffsche Meliorations-Sachen etc. (Netzedistrikt)
- Abt. 14: Kurmark (Brandenburg)
- Abt. 15: Magdeburg
- Abt. 16: Halberstadt
- Abt. 17: Minden und Ravensberg
- Abt. 18: Cleve
- Abt. 19: Mark
- Abt. 20: Tecklenburg und Lingen
- Abt. 21: Ostfriesland
- Abt. 22: Moers. Geldern. Kreuznachsche Güter. Holländische Güter, einschl. Grafschaft Geyer. Neufchatel (Kanton Neuenburg). Hannover.
- Abt. 23: Münzdepartement
- Abt. 24: General-Akzise- und Zoll-Departement.
- Abt. 25: Fabrikendepartement.
- Abt. 26: Manufaktur- und Kommerzkollegium.
- Abt. 27: Technische Deputation.
- Abt. 28: Seidenbausachen.
- Abt. 29: Tabakssachen.
- Abt. 30 I: Oberbaudepartement bzw. Technische Oberbaudeputation.
- Abt. 30 II: Bauakademie-Deputation bzw. Akademische Oberbaudeputation
- Abt. 31: Berg- und Hüttendepartement.
- Abt. 32: Salzdepartement bzw. General-Salzadministration.
- Abt. 33: Forstdepartement.
- Abt. 34: Militärdepartement.

Unabhängig von Berlin gab es das Schlesische Generaldirektorium zu Breslau, 1742–1808, das durch einen Provinzialminister vertreten wurde.

### Neues topographisch statistisch geographisches Wörterbuch des Preußischen Staates
Das mehrbändige Werk verzeichnet Orte von Preußen mit
- Klassifizierung, Zuordnungen bei Ämtern Kreisen, Einwohnerzahlen und nächsten Poststationen.

Der 1826 erschienene sechste Band enthält tabellarische Übersichten der wichtigsten statistischen Verhältnisse der einzelnen Städte, Landrätlichen Kreise und Regierungsbezirke des preußischen Staates.
Herausgeber sind Leopold Krug und Alexander August Mützel, Verlag August Kümmel, Halle.
- A – F Erster Band, 1821 (Online)
- G – Ko Zweiter Band, 1821 (Online)
- Kr – O Dritter Band, 1822 (Online)
- P – S Vierter Band, 1823 (Online)
- T – Z Fünfter Band, 1823 (Online)
- Tabellen/Statistiken Sechster Band, 1826 (Online)